# Кокс, Джессика
Дже́ссика Кокс (англ. Jessica Cox; род. 2 февраля 1983, Сьерра-Виста, Аризона) — американка филиппинского происхождения, появившаяся на свет без обеих рук в результате редкого врождённого дефекта. Известна как первый в мире человек без рук, ставший лицензированным пилотом самолёта, и обладательница чёрного пояса по тхэквондо от ATA Martial Arts.

## Биография
Джессика Кокс родилась без обеих рук 2 февраля 1983 года в городе Сьерра-Виста (штат Аризона, США), в семье Уильяма Кокса и Инес Кокс. У Джессики есть брат Джейсон и сестра Джеки. С 10 лет девочка начала заниматься тхэквондо, и уже через четыре года получила свой первый чёрный пояс. В 14 лет девушка решила отказаться от использования протезов. Тогда же, в 1997 году, она вместе с семьёй переехала в город Тусон. Позднее, в колледже и университете, Кокс возобновила тренировки и вскоре получила чёрный пояс второго дана. Используя ноги вместо рук, она может, среди прочего, управлять обычным (не инвалидным) автомобилем безо всяких ограничений, печатать на компьютерной клавиатуре со скоростью 25 слов в минуту, снимать и надевать контактные линзы, расчёсывать волосы, разговаривать по телефону, заправлять свой самолёт топливом и снимать фантик с жевательной резинки. Также Кокс является сертифицированной аквалангисткой (Scuba diving).
В 2005 году Кокс окончила Аризонский университет со степенью бакалавр психологии и в том же году стала учиться на пилота самолёта. 10 октября 2008 года она получила лицензию на право управления лёгким монопланом ERCO Ercoupe образца 1946 года, став первым в мире пилотом без обеих рук. Обучение заняло три года вместо обычных 6 месяцев, за которые Кокс налетала 89 часов.
После этого достижения Кокс стала оратором-мотиватором, выступает она и за пределами США.
В 2014 году Кокс преодолела сорокамильный (64,4 км) отрезок одного из крупнейших велосипедных соревнований США — El Tour de Tucson.
В 2015 году Кокс выпустила автобиографическую книгу типа «Помоги себе сам» под названием Disarm Your Limits. В том же году вышел документальный фильм «Right Footed», посвящённый Джессике Кокс.
Джессика Кокс вдохновила арабскую женщину-инженера Реем Аль-Марзуки на создание системы управления автомобилем только с помощью ног.
Джессика Кокс состоит в браке с Патриком Чамберлейном.